# جون دراماني ماهاما
جون دراماني ماهاما (بالإنجليزية: John Dramani Mahama)‏ (ولد في 29 نوفمبر 1958) هو سياسي غاني ورئيس الجمهورية. تولى مهام رئيس جمهورية غانا بالوكالة في 24 يوليو 2012 بعد وفاة جون أتا ميلز. كان نائب رئيس غانا من 2009-2012. كان عضواً في البرلمان من 1997 حتي 2009، وكان أيضاً وزير الاتصالات من 1998 إلى 2001.

## تعليمه
تخرج من جامعة غانا بدرجة بكالوريوس في التاريخ في سنة 1981، ثم حصل على تخصص في دراسات الاتصالات في سنة 1986. بعد ذلك درس في معهد علم الاجتماع في موسكو، الاتحاد السوفيتي.

## حياته الشخصية واهتماماته
جون دراماني ماهاما متزوج من لوردينا ماهاما، ولديهما سبعة أولاد. ماهاما مسيحي. يهتم بموضوع تلوث البيئة، وتحديداً التلوث بالبلاستيك في أفريقيا، وقد ساهم في معالجة هذه المشكلة عندما كان نائب رئيس غانا.

## كتبه
صدر أول كتاب له في 3 يوليو 2012، وهو بعنوان «أول انقلاباتي وقصص صادقة أخرى من العقود الضائعة في أفريقيا».

## روابط خارجية
- جون دراماني ماهاما على موقع الموسوعة البريطانية (الإنجليزية)
- جون دراماني ماهاما على موقع مونزينجر (الألمانية)